# Masashi Ebinuma
Masashi Ebinuma (海老沼 匡?, Ebinuma Masashi; Oyama, 15 febbraio 1990) è un judoka giapponese, bronzo olimpico nella categoria fino a 66 kg a Londra 2012 e a Rio de Janeiro 2016.

## Palmarès
- Olimpiadi

Londra 2012: bronzo nei 66kg.
Rio de Janeiro 2016: bronzo nei 66kg.
- Mondiali

Parigi 2011: oro nei 66kg.
Rio de Janeiro 2013: oro nei 66kg.
Chelyabinsk 2014: oro nei 66kg.
- Universiade

Belgrado 2009:  oro nei 66kg.